# Абадан
Абадан (перс. آبادان) је град и највећа извозна лука Ирана. Налази се у близини границе са Ираком, на истоименом острву у делти Шат-ел-Араба, 50 km узводно од Персијског залива. Има највећу рафинерију нафте у југозападној Азији. По подацима из 2005. године процењује се да у граду живи око 1.291.690 становника.

## Етимологија
Најраније помињање острва Абадан, ако не и саме луке, налази се у делима грчког географа Маркијана, који даје име „Апхадана“. Раније, класични географ Птолемеј бележи „Афану“ као острво на ушћу Тигра (где се налази модерно острво Абадан). Б. Фарахваши је представио етимологију овог имена која потиче од персијске речи „аб“ (вода) и корена „па“ (стража, стража), дакле „станица обалске страже“).
У исламско доба, псеудоетимологију је направио историчар Ахмад ибн Јахја ал-Баладури (ум. 892), цитирајући народну причу да је град вероватно основао неки „Абад бин Хосаин“ из арапског племена Бану Тамим, који је тамо успоставио гарнизон за време намесништва Хаџаџа у периоду Омејада.
У наредним вековима, персијска верзија имена је почела да улази у општу употребу пре него што је усвојена службеним декретом 1935.

## Историја
Град је настао у почетку владавине династије Абасида (750-1258) и био је важно трговачко седиште као морска лука која се налазила на обали Персијског залива. Због проширења делте Шат ел Араба град је удаљен од Персијског залива тако да је изгубио на значају. Поновни успон града отпочео је у XX веку изградњом рафинерија.
Град је тада био комерцијални извор соли и тканих простирки. Замућење делте реке удаљило је град даље од воде; У 14. веку, међутим, Ибн Батута је описао Абадан само као малу луку у равној сланој равници. Политички, Абадан је често био предмет спорова између оближњих држава. Године 1847. Персија га је преузела од Отоманског царства  у којој је од тада остао Абадан. Од 17. века па надаље, острво Абадан је било део земаља арапског племена Ка'аб (Бани Кааб). Један део племена, Мохајсен, имао је седиште у Мохамари (сада Корамшар), све до смене шеика Казал Кана 1924.
Тек у 20. веку на том подручју су откривена богата нафтна поља. Дана 16. јула 1909, након тајних преговора са британским конзулом, Персијем Коксом, уз помоћ Арнолда Вилсона, и шеика Казала пристали су на уговор о закупу острва, укључујући Абадан. Шеик је наставио да управља острвом до 1924. Англо-персијска нафтна компанија изградила је своју прву рафинерију нафте на крају цевовода у Абадану, почевши од 1909. године и завршивши је 1912. године, а нафта је текла до августа 1912. Број рафинерија је порастао са 33.000 тона 1912–1913. на 4.338.000 тона 1931. До 1938. био је највећи на свету.
Током Другог светског рата, Абадан је био место кратких борби између иранских снага и британских и индијских трупа током англо-совјетске инвазије на Иран. Аланбрук је у августу 1942. писао да све зависи од нафте из Абадана, као „да смо изгубили [персијску нафту] не бисмо могли да је испоручимо из Америке због недостатка танкера... неизбежно смо изгубили Египат, команду над Индијским океаном, и угрозио читаву ситуацију у Индији у Бурми“. Касније је Абадан био главни логистички центар за изнајмљене авионе које су Сједињене Државе слале у Совјетски Савез.
Иран је 1951. године национализовао сву нафтну имовину и прераду како би се зауставио на острву. Нереди су избили у Абадану, након што је влада одлучила да национализује нафтна постројења, а три британска радника су убијена. Тек 1954. године, након што су британско-амерички пуч збацили демократски изабрану владу, постигнуто је нагодбу, која је омогућила конзорцијуму међународних нафтних компанија да управља производњом и прерадом на острву. То се наставило све до 1973. године, када је НИОЦ преузео све објекте. Након потпуне национализације, Иран се фокусирао на домаће снабдевање нафтом и изградио нафтовод од Абадана до Техерана.
Абадан није био велики културни или верски центар, али је играо важну улогу у Иранској револуцији. Дана 19. августа 1978. године, на годишњицу државног удара који је подржала САД и којим је свргнут националистички и популарни ирански премијер Мохамед Мосадик, био је запаљен Синема Рек, биоскоп у Абадану. У пожару истоименог биоскопе је преминуло 430  људи, али што је још важније, то је био још један догађај који је омогућио Иранску револуцију да напредује. У то време било је много забуне и дезинформација о починиоцима инцидента. Јавност је у великој мери окривила локалног шефа полиције, а такође и Шаха и САВАКУ. Реформистички лист Sobh-e Emrooz у једном од својих уводника открио је да су Синема Рек спалили радикални исламисти. Лист је одмах потом угашен. Временом су ухваћени прави кривци, радикални исламисти, и откривена је логика овог чина, који су покушавали да подстакну ширу јавност на још веће неповерење у владу и доживљавали кинематографију као везу са Американцима. Пожар је био један од четири у кратком периоду у августу, са другим пожарима у Машхаду, Урмији и Ширазу. Септембра 1980. Абадан је скоро прегажен током изненадног напада Ирака на Хузестан, што је означило почетак иранско-ирачког рата. Током 11 месеци, Абадан је био под опсадом и суочио се са ирачком артиљеријом и бомбардовањем из ваздуха, али никада није заробљен од стране ирачких снага, а у септембру 1981. Иранци су прекинули опсаду Абадана. Велики део града, укључујући и рафинерију нафте, која је била највећа рафинерија на свету са капацитетом од 628.000 барела дневно, био је тешко оштећен или уништен опсадом и бомбардовањем. Пре рата, градско цивилно становништво било је око 300.000, али на крају рата скоро цело становништво је потражило уточиште негде другде у Ирану.
После рата највећа брига је била обнова Абаданске рафинерије нафте, која је због оштећења радила са 10% капацитета. 1993. године рафинерија је почела са ограниченим радом и лука је поново отворена. До 1997. године рафинерија је достигла исту стопу производње као и пре рата. Недавно је Абадан био место великих радничких активности јер су радници у рафинеријама нафте у граду организовали шетње и штрајкове у знак протеста због неисплате плата и политичке ситуације у земљи.